# Dominic Richmond
Dominic Richmond (Preston, 18 marzo 2006) è un calciatore montserratiano con cittadinanza britannica, centrocampista del Palmerston North Marist e della nazionale montserratiana.

## Carriera

### Club
Ha giocato nella terza divisione inglese con il Fleetwood Town.

### Nazionale
Nel 2023 ha esordito nella nazionale di Montserrat.